# Emil Boček

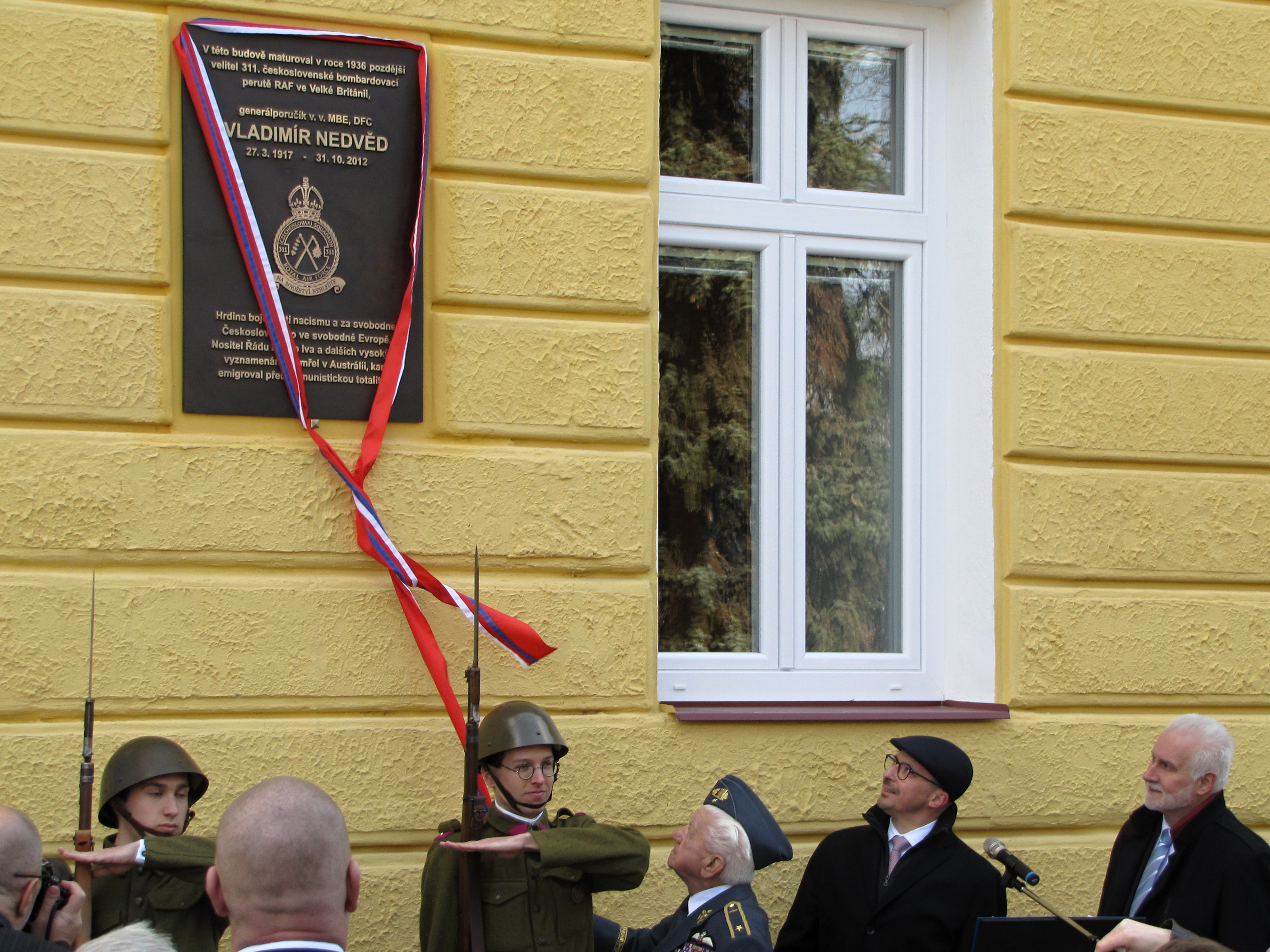
Generał Emil Boček odsłaniający tablicę pamiątkową poświęconą lotnikowi Vladimírowi Nedvědowi (2017)

Emil Boček (ur. 25 lutego 1923 w Brnie, zm. 25 marca 2023 tamże) – czeski pilot wojskowy, ostatni żyjący czeski pilot Royal Air Force, generał armii.

## Życiorys
Syn Jana i Marii z d. Krčmová.
Ukończył szkołę powszechną w Tuřanach, następnie szkolił się na ślusarza. 27 grudnia 1939 roku opuścił dom i przez Słowację udał się do Budapesztu, gdzie został jednak aresztowany i deportowany na Słowację. Po kilku kolejnych próbach udało mu się dotrzeć do francuskiego konsulatu w Budapeszcie, następnie trafił do Jugosławii, a później przez Grecję i Turcję dotarł do Bejrutu. Na pokładzie statku Compiegne dopłynął następnie do Marsylii.
W składzie 1., a następnie 2. czechosłowackiego pułku piechoty brał udział w kampanii francuskiej. Na przełomie czerwca i lipca 1940 roku został ewakuowany do Wielkiej Brytanii na pokładzie egipskiego statku Rod-el-Farag. 21 września 1940 roku został przyjęty do Royal Air Force, gdzie został mechanikiem. Od kwietnia 1941 roku do października 1942 roku służył jako mechanik w czechosłowackim dywizjonie 312. W październiku 1942 roku rozpoczął szkolenie na pilota. Pierwszy lot wykonał 12 lipca 1943 roku w Calgary. Kurs pilotażu ukończył 28 stycznia 1944 roku.
20 października 1944 roku został przydzielony do dywizjonu 310, a swój pierwszy lot bojowy wykonał 8 dni później. Podczas służby w RAF wykonał 26 lotów bojowych. 13 sierpnia 1945 roku wylądował na lotnisku Praga-Ruzyně, następnie służył w czechosłowackich siłach powietrznych. 2 marca 1946 roku opuścił wojsko i podjął pracę jako mechanik samochodowy. Następnie pracował w przedsiębiorstwie Mototechna, a jeszcze później jako tokarz w Instytucie Badawczym Czechosłowackiej Akademii Nauk w Brnie. W latach 1983–1988 pracował w firmie Drukov, w 1988 roku przeszedł na emeryturę.
W 1990 roku został awansowany na stopień kapitana, a w 1993 roku na pułkownika. W 1996 roku spotkał się z królową Elżbietą II podczas jej wizyty w Brnie. W 2014 roku prezydent Miloš Zeman mianował go na stopień generała brygady, a w 2019 roku na stopień generała armii. Po śmierci Kurta Taussiga w 2019 roku został ostatnim żyjącym czechosłowackim pilotem Royal Air Force. W październiku 2019 roku został hospitalizowany z powodu problemów z sercem.
W 1951 roku ożenił się z Evą Svobodovą. Był aktywnym działaczem kombatanckim i społecznym w Brnie. Zmarł 25 marca 2023 roku w wieku 100 lat.

## Odznaczenia
Został odznaczony następującymi odznaczeniami:
- Order Lwa Białego I klasy (2019)[9]
- Order Lwa Białego III klasy (2010)[9]
- Krzyż Wojenny Czechosłowacki 1939 (dwukrotnie)
- Czechosłowacki Medal za Odwagę w Obliczu Nieprzyjaciela
- Gwiazda za Wojnę 1939–1945
- Gwiazda Francji i Niemiec
- Gwiazda Lotniczych Załóg w Europie
- Medal Obrony
- Medal Wojny 1939–1945
- Honorowe Obywatelstwo Brna (2018)

## Upamiętnienie
W 2012 roku powstał o nim film dokumentalny pt. „Nezlomný” w reżyserii Igora Červenego.
W 2016 roku jego imieniem nazwano używany w Brnie tramwaj Škoda 13T. W 2018 roku ukazała się jego biografia autorstwa Jiříego Plachý.